# Salim Mansur
Salim Mansur (...) è un docente indiano naturalizzato canadese, professore associato in scienze politiche presso l'Università dell'Ontario occidentale, in Canada, dove vive.
È membro della direzione del Centro per il pluralismo islamico di Washington, membro anziano della "Coalizione canadese delle democrazie" e consulente accademico del "Centro per le politiche della sicurezza" di Washington. È stato consulente dell'Agenzia canadese di sviluppo internazionale (CIDA) su problematiche legate allo sviluppo.
È autore di diverse pubblicazioni su giornali accademici su argomenti di politica estera, Medio Oriente e Asia meridionale. Ha anche scritto per la London Free Press, il quotidiano Toronto Sun, ProudToBeCanadian.ca e numerosi altri periodici quali National Review, Middle East Forum e Frontpagemag. Musulmano di origine indiana, i suoi temi più trattati sono il mondo musulmano, l'Islam, l'Asia meridionale ed il Medio Oriente.
Ha partecipato al documentario Obsession: Radical Islam's War Against the West. Nel 2000 si è anche candidato, senza successo, nel "Partito riformista della Columbia Britannica".

## Articoli
- (EN) The Burden of America[collegamento interrotto] (ha come tema i Conflitti arabo-israeliani)
- (EN) Time to crush terror, su proudtobecanadian.ca. URL consultato il 18 maggio 2007 (archiviato dall'url originale il 27 settembre 2007).
- (EN) I musulmani, la democrazia e l'esperienza americana, su meforum.org.
- (EN) In dissenso sulla controversia delle Caricature di Maometto Archiviato il 24 gennaio 2013 in Archive.is.
- (EN) Noi musulmani ci dobbiamo dare da fare, su torontosun.com. URL consultato il 18 maggio 2007 (archiviato dall'url originale il 6 febbraio 2007).
- (EN) Gesti vuoti, su nationalreview.com.
- (EN) Canadians Against Suicide Bombing Salim Mansur leading member, su canasb.ca. URL consultato il 18 maggio 2007 (archiviato dall'url originale il 28 settembre 2006).
- Climate Under Fire, su torontosun.com.
- Mansur: Gore under spotlight, su cnews.canoe.ca. URL consultato il 18 maggio 2007 (archiviato dall'url originale il 15 gennaio 2013).
- Is there global warming 'truth'? [collegamento interrotto], su cnews.canoe.ca.